# Palestina en los Juegos Paralímpicos
Palestina en los Juegos Paralímpicos está representada por el Comité Paralímpico Palestino, miembro del Comité Paralímpico Internacional.
Ha participado en siete ediciones de los Juegos Paralímpicos de Verano, su primera presencia tuvo lugar en Sídney 2000. El país ha obtenido tres medallas en las ediciones de verano: una de plata y dos de bronce.
En los Juegos Paralímpicos de Invierno Palestina no ha participado en ninguna edición.

## Medallero

### Por edición
Juegos Paralímpicos de Verano
| Evento              | Oro | Plata | Bronce | Total |
| ------------------- | --- | ----- | ------ | ----- |
| Sídney 2000         | 0   | 0     | 1      | 1     |
| Atenas 2004         | 0   | 1     | 1      | 2     |
| Pekín 2008          | 0   | 0     | 0      | 0     |
| Londres 2012        | 0   | 0     | 0      | 0     |
| Río de Janeiro 2016 | 0   | 0     | 0      | 0     |
| Tokio 2020          | 0   | 0     | 0      | 0     |
| París 2024          | 0   | 0     | 0      | 0     |
| TOTAL               | 0   | 1     | 2      | 3     |

### Por deporte
Deportes de verano
| Evento    | Oro | Plata | Bronce | Total |
| --------- | --- | ----- | ------ | ----- |
| Atletismo | 0   | 1     | 2      | 3     |
| TOTAL     | 0   | 1     | 2      | 3     |